# نیک برومفیلد
نیکلاس برومفیلد (انگلیسی: Nick Broomfield؛ زادهٔ ۱۹۴۸) یک کارگردان فیلم مستند اهل انگلستان است. سبک خودبازتاب‌گرایانهٔ (به انگلیسی: self-reflective) او تأثیر قابل‌توجهی بر بسیاری از فیلم‌سازان بعدی داشته است. در اوایل قرن بیست‌ویکم، او شروع به استفاده از بازیگران غیرحرفه‌ای در آثار داستانی کرد؛ رویکردی که خود آن را «سینمای مستقیم» (به انگلیسی: Direct Cinema) می‌نامد. آثار او دامنه‌ای وسیع از مطالعات دربارهٔ هنرمندان گرفته تا آثار سیاسی، از جمله بررسی‌هایی دربارهٔ آفریقای جنوبی پیش و پس از پایان آپارتاید و ظهور دولت اکثریت سیاه‌پوست به رهبری نلسون ماندلا و حزب کنگره ملی آفریقا را در بر می‌گیرد.
برومفیلد معمولاً با گروه تولیدی کوچک کار می‌کند، خودش صدابرداری را انجام می‌دهد و از یک یا دو فیلم‌بردار بهره می‌برد. او اغلب در فیلم نهایی دیده می‌شود، معمولاً در حالی که بوم صدا را در دست دارد و ضبط‌کنندهٔ نواری ناگرا را حمل می‌کند.
از فیلم‌ها یا برنامه‌های تلویزیونی که وی در آن نقش داشته است می‌توان به فتیشیسم، کرت و کورتنی اشاره کرد.

## جوایز و افتخارات
- جایزه آکادمی بریتانیا (آکادمی هنرهای فیلم و تلویزیون بریتانیا)
- جایزه پری ایتالیا
- جایزه دوپونت کلمبیا برای روزنامه‌نگاری برجسته
- جایزه پیبادی
- جایزه انجمن سلطنتی تلویزیون
- جایزه اول، جشنواره فیلم ساندنس
- جایزه جان گریرسن
- جایزه رابرت فلاهرتی
- جایزه صلح لاهه
- جایزه کریس
- نوار آبی
- جایزه کانون وکلای ایالت کالیفرنیا
- جایزه اول، جشنواره فیلم شیکاگو
- جایزه اول، جشنواره فیلم ایالات متحده
- جایزه اول، جشنواره مانهایم
- جایزه اول، جشنواره دی پوپولی
- جایزه ویژه هیئت داوران، جشنواره فیلم ملبورن
- جایزه الهام‌بخش، جشنواره مستند شفیلد داک‌فست (۲۰۱۱)